# Sebastian Saucedo
Sebastian Saucedo Mondragon (Valle de San Fernando, Estados Unidos de América; 22 de enero de 1997) es un futbolista estadounidense de ascendencia mexicana. Se desempeña en la posición de extremo izquierdo y actualmente se encuentra en el Juárez FC de la Liga MX.

## Trayectoria

### Real Salt Lake
El 25 de julio de 2014, firmó un contrato con el Real Salt Lake, convirtiéndose en el octavo fichaje producto de sus fuerzas básicas en la historia del club. El 22 de marzo de 2015, hizo su debut profesional para el club filial del RSL de la USL Championship Real Monarchs en un empate 0-0 contra LA Galaxy II.

### Club Deportivo Veracruz
Saucedo fue enviado en préstamo al Club Deportivo Veracruz en 2016.

### Club Universidad Nacional
El 9 de diciembre de 2019, se anunció que Saucedo se uniría al Club Universidad Nacional para el Clausura 2020.
Debuta oficialmente con los Pumas el día 12 de enero de 2020 de la mano del entrenador español Míchel González en el partido ante el Pachuca correspondiente a la jornada uno del Clausura 2020. En dicho partido marca su primer gol en el conjunto auriazul. El encuentro concluyó con victoria 2-1 sobre los tuzos.
El día lunes 9 de mayo de 2022 venció su contrato con el equipo universitario y la dirigencia decidió no renovarle el contrato, por lo que quedó como jugador libre.

### Club Deportivo Toluca
Para el 11 de mayo de 2022, Saucedo fue anunciado como refuerzo de los Diablos Rojos del Toluca.

### ESTADÍSTICAS
| Club                | Div           | Temporada     | Partidos | Goles |
| ------------------- | ------------- | ------------- | -------- | ----- |
| Salt Lake           | MLS           | 2014-2019     | 90       | 6     |
| Veracruz (Préstamo) | LIGA MX       | 2016          | 12       | 1     |
| Monarchs (Préstamo) | USL           | 2017          | 13       | 5     |
| UNAM                | LIGA MX       | 2020-2022     | 60       | 4     |
| Toluca              | LIGA MX       | 2022-Act      | 3        | 0     |
| Carrera Total       | Carrera Total | Carrera Total | 178      | 16    |

## Selección nacional

### México

#### Sub-20
Saucedo fue convocado al equipo sub-20 de México para jugar dos partidos amistosos.

### Estados Unidos de América

#### Sub-20
Con la sub-20, participó en el campeonato de la Concacaf para menores de 20 años en 2017. Durante esta competencia, juega cuatro partidos. Anotó dos veces contra San Cristóbal y Nieves. Los estadounidenses ganaron el torneo al vencer a Honduras en la final por un marcador de 5-3.
Compitió a raíz de la Copa Mundial sub-20 organizada en Corea del Sur. El conjunto de «las barras y las estrellas» son eliminados en cuartos de final por Venezuela con un marcador de 2-1. Durante el mundial jugó tres partidos.

#### Sub-23
Sebastián es convocado al combinado estadounidense para que sea partícipe del Preolímpico de Concacaf de 2020.